# Palača Residenz, München
Palača Residenz v središču Münchna je nekdanja kraljeva palača bavarskih monarhov Wittelsbachov. Je največja mestna palača v Nemčiji in je danes odprta za obiskovalce zaradi svoje arhitekture, dekoracije prostorov in prikazov nekdanjih kraljevih zbirk.
Kompleks stavb vsebuje deset dvorišč in prikazuje 130 sob. Trije glavni deli so kraljeva stavba (Königsbau ) blizu Max-Jožefa-Platza, Stara rezidenca (Alte Residenz) v bližini Residenzstraße in Festivalska stavba (Festsaalbau) proti parku Hofgartnu. Krilo Festivalske stavbe vsebuje, od obnove Residenz po drugi svetovni vojni, gledališče Cuvilliés. V njem je tudi Herkulessaal (Herkulova dvorana), primarno koncertno prizorišče simfoničnega orkestra Bavarskega radia. Bizantinska dvorna cerkev Vseh svetih (Allerheiligen-Hofkirche) na vzhodni strani je obrnjena proti Marstallu, stavbi za nekdanjo šolo jahanja in kraljevske hleve.

## Zgodovina in arhitektura
Prve zgradbe na tem mestu so bile postavljene leta 1385 in so bile financirane s strani mestne občine München kot sankcija za neuspešen upor proti vojvodi Stefanu III. (1375-1413) in njegovim mlajšim bratom. Srebrni stolp (Silberturm), kot najmočnejši bastijon, je bil bistveno postavljen ob notranjih zidovih, ki so zaščitili grad pred mestom. Ta mogočni nov grad (Neuveste - nova trdnjava), obdan s širokimi jarki na samem severovzhodnem vogalu novega dvojnega obroča mestnega obzidja, je nadomestil težko branljiv Alter Hof (Stari dvor), ki je bil sredi mesta kot rezidenca vladarjev Wittelsbachov. Neuveste je bil torej gotski grajski grad, do katerega je bilo mogoče priti iz mesta prek utrjenega mostu. V okviru gradnje Neuveste so bila konec 14. stoletja zgrajena Neuvestova vrata v severovzhodnem kotu drugega zidnega obroča. Vojvode pogosto razdeljene države so čutili potrebo po tem, da se na eni strani nekoliko oddaljijo od pogosto uporniških mestnih prebivalcev, na drugi strani pa obranijo pred svojimi vojaškimi sorodniki. Zato so si prizadevali, da bi si zgradili zatočišče, ki bi bilo nepremagljivo in ga bi bilo enostavno zapustiti (neposredno proti Glacisu, ne da bi morali vstopiti v mesto). 
Okoli leta 1470, pod Albertom IV. (1465-1508), so bili pozidani trdnjavski zidovi in vrata na severu, sledila je izgradnja dveh stolpov. Leta 1470/71 je bil Albrechtov brat Krištof Močni interniran v Neuveste. Grad je sčasoma izgubil svoj utrdbeni značaj, ki je postal zastarel zaradi povečanega pojava topov, ki bi lahko predrli stene.
Gotski temelji zidov in kletni oboki starega gradu, vključno z okroglimi stebri tako imenovane plesne kletne dvorane (Ballsaalkeller) so danes najstarejši ohranjeni deli palače. Razvoj Residenze skozi stoletja ni potekal le iz njenega glavnega središča, Neuveste, temveč je nastal tudi iz več posameznih delov in razširitev, od katerih je bila prva nekoč Antiquarium. Končno, po več kot štirih stoletjih razvoja, je velikanska palača praktično zamenjala celo nekdanjo mestno četrt z vojašnicami, samostanom, hišami in vrtovi. Združuje sloge pozne renesanse, baroka, rokokoja in neoklasicizma.

### Stara rezidenca
Z ukazom Viljema IV. (1508–1550) približno leta 1540 je prišlo do gradnje zunanjega Christophsturma in tako imenovanega Rundstubenbausa, 1560/70 je sledila gradnja banketne dvorane na jugozahodnem vogalu in ustanovitev prvega dvornega parka. Tako se je začela zgodovina münchenske Residenz kot reprezentativne palače. V zgodovinski cikel tega vrtnega paviljona je včasih spadala tudi slika Bitka pri Isu, Albrechta Altdorferja.
Pod Albertom V. (1550–1579) je Wilhelm Egkl poleg banketne dvorane Neuveste (dvorane sv. Jurija) zgradil umetniško sobo v stavbi nekdanjega knežjega hleva, od koder izvirajo številne zbirke v Münchnu. Ker ni bilo dovolj prostora za obsežno zbirko skulptur, je bila med letoma 1568–1571 ustvarjena stavba  Antiquarium. Zgraditi jo je bilo treba zunaj gradu, saj v Neuvestu ni bilo prostora. To je Residenz dalo novo smer razvoja. Antiquarium, ki je na celotnem pritličju stavbe, je največja renesančna dvorana severno od Alp. V zgornjem nadstropju nove stavbe je bila nameščena dvorna knjižnica, ki je tvorila jedro kasnejše Bavarske državne knjižnice.
Viljem V. (1579–1597) je naročil gradnjo Witwenstock (vdovino krilo) za vdovsko vojvodino Anno in leta 1581-1586 štiri manieristična krila Grottenhof. Arhitekt je bil Friedrich Sustris. Ime so dobila po zahodni fasadi Antiquariuma, ki so jo tvorili vodnjaki in stene iz školjk. Okoli leta 1590 se je začela gradnja Črne dvorane na jugovzhodu Antiquariuma. Pod vodstvom Sustrisa je bil dodan Erbprinzentrakt (Prinčevo krilo), severno od Witwenstocka.
Maksimilijan I. (1597–1651) je naročil, kar se zdaj imenuje Maximilianische Residenz (Maksimilijanova rezidenca), zahodno krilo palače. Do 19. stoletja je bila edina javno vidna fasada in je še vedno ohranjena. Portale varujeta dva leva in kip Marije kot zaščitnice Bavarske v zidni niši med portaloma na zahodni strani rezidenčnega kompleksa. Maksimilijan je obnovil in povezal obstoječe stavbe. Poleg tega je od leta 1612 predelal velike dele južnega in zahodnega krila Neuveste s porušenim Srebrnim stolpom. Med letoma 1611 in 1619 je na severu kompleksa nastalo krilo velikega cesarjevega dvorišča (Kaiserhof). Je dokument visokih političnih zahtev Maksimilijana.
Njegove velike dimenzije so zadovoljevale Maksimilijanove naslednike do 19. stoletja, ko so se zadovoljili z nadgradnjo notranjosti in manjšimi razširitvami, kot sta krilo za Grüne Galerie (1730) in gledališče (1751).

### Dvorišča
V velikem kompleksu je deset dvorišč: dvorišče Grottenhof s Perzejevim vodnjakom je bilo zgrajeno med letoma 1581–1586 pod vodstvom Viljema V. (1579–1597), delo Friedricha Sustrisa in je dobil ime po jami na zahodni fasadi Antiquariusa.
Osmerokotni Brunnenhof je služil kot prostor za turnirje, preden je leta 1610 sredi dvorišča nastal velik Wittelsbachov vodnjak. Stavbe okrog Kaiserhofa s stolpom so bile postavljene leta 1612 do leta 1618, v času vladavine Maksimilijana I. Obe dvorišči sta na fasadi okrašeni z optičnimi iluzijami, enako kot fasada Alte Residenz.
Dvorišče Königsbauhof je zamenjal vrt. Na njegovi vzhodni strani stoji rokoko fasada Grüne Galerie (Zelena galerija), ki jo je zasnoval François Cuvilliés starejši leta 1731–33.
Druga dvorišča so Kapellenhof (dvorišče kapele), veliko Apothekenhof (dvorišče apoteke) zadaja Festsaalbau, Puderhöfchen (majhno dvorišče prahu), Küchenhof (kuhinjsko dvorišče), Kabinettsgarten (vrt kabinetov), nato pa Zierhöfchen (dekorativno dvorišče ali dvorišče Comité).

### Kraljeva palača
Današnja zgradba je iz časa bavarskega kralja Ludvika I. (1825–1848), ki je svojemu arhitektu Leu von Klenzeju naročil, naj razširi palačo. Med letoma 1825 in 1835 je bila kraljeva stavba (Königsbau) zgrajena na jugu v slogu florentinske palače Pitti. Stavba je visoka 30 metrov.
V Königsbau so številni apartmaji, vključno z državnim apartmajem Ludvika I. v prvem nadstropju in Nibelunško dvorano v pritličju. Danes je v pritličju Königsbaua tudi zakladnica. Še vedno so ohranjene kraljeve dnevne sobe, ki so služile predvsem za reprezentanco in jih je bilo mogoče obiskati že v tistem času. Dejanski zasebni apartmaji kraljevega para na zadnji strani Königsbaua niso ohranjeni zaradi uničenja v drugi svetovni vojni. V drugem nadstropju so bili tako imenovani Festgemächer, ki so bili namenjeni manjšim dvornim praznovanjem. Prostorsko zaporedje je bilo razdeljeno na bivalni prostor, sprejemni salon, plesno dvorano, dvorano za rože in zasebne sobe za kralja. Ti prostori so še vedno ohranjeni, vendar v zelo poenostavljeni obliki in so zdaj sedež Bavarske akademije za likovne umetnosti. Od leta 2016 do leta 2018 je bilo obnovljeno Klenzejevo Rumeno stopnišče. Nekoč je bilo glavni vhod v kraljeve apartmaje v Königsbau.
Spomenik Maksimilijanu-Josefu na trgu Max-Joseph-Platz stoji pred Königsbauom. Nastal je kot spomin na kralja Maksimilijana Josefa (1799–1825), in ga je naredil Christian Daniel Rauch in postavil Johann Baptist Stiglmaier. Leta 1835 je bil odkrit, ko ga je kralj zavrnil, ker je bil sedeč.

### Festivalska stavba
Neoklasicistično krilo (Festsaalbau) dolgo 250 metrov v severnem delu Residenze je med leti 1832 in 1842 dodal Klenze po navodilih kralja Ludvika I. Tu so bile Velika prestolna soba in kraljeve sprejemne dvorane. Eden glavnih koncertnih prostorov Simfoničnega orkestra Bavarskega radia je Herkulessaal (Herkulova dvorana), ki je nadomestila uničeno Veliko prestolno sobo. Danes je v Festsaalbau tudi Bavarska akademija znanosti in humanistike ter gledališče Cuvilliés.
Zimski vrt je naročil kralj Ludvik II. Bavarski (1864-1886) okoli leta 1870. Po kraljevi smrti je bil 1897. leta 1897 porušen na strehi Festsaalbau palače Residenz. Razlog za to je bila voda, ki je puščala iz okrasnega jezera skozi strop spodaj. Fotografije in skice še vedno beležijo to neverjetno stvaritev, ki je vključevala jamo, mavrski kiosk, indijski kraljev šotor, umetno osvetljeno mavrico in občasno mesečino. 

### Gledališče Stara rezidenca
Stavba gledališča Residenz ob cerkvi je bila zgrajena že pod volilnim knezom Maksimilijanom III. (1745-1777) leta 1751. Pred drugo svetovno vojno je bilo v njem postavljeno gledališče Alte Residenz. Odlikovanje starega gledališča, skrbno razstavljeno in odstranjeno, je bilo po vojni premaknjeno v jugovzhodno krilo Festsaalbau ob cerkvi Vseh svetih. Tukaj je bilo ponovno odprto kot gledališče Cuvilliés. Leta 2008 je bilo tudi dvorišče pred gledališčem preoblikovano in prekrito z novo stekleno streho. Po Comité Cuvilliés, pobudi, ki je omogočila obnovo gledališča z zbiranjem donacij, se je dvorišče imenovalo Comité.

### Dvorna cerkev Vseh svetih
Dvorna cerkev Vseh svetih ( Allerheiligen-Hofkirche)  na vzhodni strani Residenze je leta 1825 naročil kralj Ludvik I. Navdihnila ga je Cappella Palatina, bogato okrašena kapela normanskih kraljev v prvem nadstropju v središču Palazzo Reale v Palermu na Siciliji. Ker so leta 1944 bombe uničile vse, razen zunanjih zidov, je bil njegov bogat notranji ornament skoraj popolnoma izgubljen. Cerkev se sedaj uporablja za koncerte in prireditve.

### Marstall
Stavba za nekdanjo šolo jahanja (Hofreitschule) je bila v času od 1817 do 1822 postavljena pred cerkvijo, ki jo je postavil kralj Maksimilijan Josef (Kofelze). Gradnja monumentalnega portalnega loka, ki je bil nadgrajen z doprsnimi kipi Kastorja in Poluksa, velja za enega najbolj zrelih Klenzejevih del. Obsežne zgradbe za kraljeve hleve ne obstajajo več. Od leta 1923 je Marstall vseboval Marstallmuseum, ki se je leta 1941 preselil v palačo Nymphenburg. Danes stavba služi kot kulisa, delavnica in študijska faza gledališča Residenz.

### Otvoritev za javnost in poškodbe v drugi svetovni vojni
Princ regent Luitpold (1886-1912) je odredil obnovitev kamnitih sob za svoje namene, saj ni hotel živeti v kraljevih stanovanjih. V njegovem času je nastala nova zakladnica, ki jo je zasnoval Julius Hofmann. Danes tvori vhod v blagajno. Kralj Ludvik III. (1912–1918) je zasedel palačo le za kratek čas pred revolucijo leta 1918. Najprej se je preselil kot njegov oče v kamnite prostore v traktu Kaiserhof in kasneje v Königsbau. Takrat so bile izvedene tehnične nadgradnje, kot sta centralno ogrevanje in električna razsvetljava, ki jo je še vedno zavračal princ regent. Poleg tega je Nibelunške dvorane uporabljala kraljica Marija Terezija za ustvarjanje z drugimi ženskami predmetov za bavarske vojake med prvo svetovno vojno.
Že v času vladanja kralja Ludvika I. so lahko zainteresirani državljani po dogovoru (ko kraljevi par ni živel v Residenzi) obiskali Königsbau. Pod knezom regentom Luitpoldom je bilo možno obiskati vse neizkoriščene dele palače in staro zakladnico. Leta 1897 je bil izdan prvi vodnik za Residenzo v Münchnu. Po revoluciji leta 1918 je Residenza postala javni muzej.
Palača je bila med drugo svetovno vojno močno bombardirana, zlasti leta 1944 (od površine strehe 23.500 m² je ostalo le 50 m² nepoškodovane). Večina prostorov je bila obnovljena do 1980-ih, zahvaljujoč dejstvu, da je bilo skoraj vse pohištvo in večina stenskih in stropnih oblog prenesena na varno še pred prvimi bombnimi napadi, sicer bi bila obnova v sedanji obliki nepredstavljiva. Nekatere zgradbe so bile poenostavljeno prenovljene. Primeri za to so fasada Alte Residenz na Residenzstrasse ali arkade pred nekdanjo prestolno sobo v prvem nadstropju Festsaalbau. Precejšnjo izgubo je povzročilo uničenje neoklasicističnih sob in dvoran v Festssalbau (vključno z Veliko prestolno dvorano, zdaj koncertno Herkulovo dvorana in Veliko stopnišče), bogatega dekorja papeških sob, vključno s stropom Zlate dvorane in stanovanje kralja Ludvika II. (1864-1886). Prav tako so bile popolnoma uničene freske dvorne cerkve Vseh svetih.

## Notranjost palače

### Muzej
Dvorana starin (Antiquarium), zgrajena med 1568-1571 za antično zbirko vojvode Alberta V. (1550–1579) delo Wilhelma Egkl-a in Jacoba Stradeja, je največja renesančna dvorana severno od Alp. Leta 1586-1600 jo je Friedrich Sustris preoblikoval v banketno dvorano. Antiquarium je bil do leta 1581 nameščen v Knežji knjižnici. Nizko dvorano so nato prekrili s sodčkastim obokom, ki je imel 17 okenskih lunet. Dvorano so krasile slike Petra Candida, Antonia Ponzana in Hansa Thonauerja starejšega, čeprav jih je v začetku oblikoval sam Sustris. Sodna kapela (Hofkapelle), cesarsko stopnišče (Kaisertreppe) in cesarska dvorana (Kaisersaal), kamnite sobe (Steinzimmer; 1612–1617; splošna zasnova Hansa Krumperja) in sobe Trier (Trierzimmer); stropne freske Petra Candida, zgrajene za volilnega kneza Maksimilijana I., so tipični primeri iz začetka 17. stoletja.
Baročno obdobje predstavljajo papeške sobe (Päpstlichen Zimmer), ki so bile postavljene pod njegovim sinom, volilnim knezom Ferdinandom Mario (1651–1679). Papež Pij VI. je tu živel med svojim obiskom v Münchnu leta 1782. Posledično so bile po njem imenovane sobe. Razširitev Maksimilijana II. Emanuela (1679–1726), še posebej Aleksandrove sobe in poletne sobe, so reprezentativne dnevne sobe. Spreminjali so jih kmalu po njegovi smrti. Ostanki so bili uničeni v času požara iz leta 1729.
Galerija prednikov (Ahnengallerie; 1726–1731) skupaj s kabinetom porcelana (ki jo je izdelal Joseph Effner) in bogato opremljenimi sobami (Reichen Zimmer), ki jih je zasnoval François de Cuvilliés za Karla Alberta (1726–1745), so veličastni primeri dvornega rokoko sloga. Bogato okrasje so izdelali Johann Baptist Zimmermann, Joachim Dietrich in Wenzeslaus Miroffsky. Dvonadstropna zunanja fasada Zelene galerije (Grüne Gallerie) s sedmimi obokanimi okni, ki gledajo na dvorišče Königsbau, je mojstrovina Cuvilliesa. Zelena galerija, ki je dobila ime po stenski oblogi iz zelenega svilenega damasta, ni bila le plesna dvorana, temveč tudi galerija slik in ogledal. Veličastna spalnica (Paradeschlafzimmer) je služila kot prostor za oblačenje volilnega kneza. Tako so vse strukture, ki so jih postavili dvorni arhitekti Joseph Effner in François de Cuvilliés, služili samo slavitvi hiše Wittelsbach in doseganju cesarske krone, kar jim je končno uspelo leta 1742. Januarja 1745 je Karel Albert umrl kot cesar Karel VII. v Residenzi, ki je bila tako tudi za krajši čas cesarska palača Svetega rimskega cesarstva. V času volilnega kneza Maksimilijana III. (1745–1777) so med letoma 1746 in 1763 zgradili rokoko stanovanja princa (Kurfürstenzimmer). Za delo sta bila odgovorna Cuvilliés in Johann Baptist Gunetzrhainer.
Neoklasicistično epoho predstavljajo sobe Charlotte (Charlottenzimmer), kraljeve sobe in dvorane bitk (Schlachtensäle) v Königsbau. Zidne in stropne slike so Juliusa Schnorra von Carolsfelda v Nibelungensäle (Nibelunških dvoranah; 1827–1834). To so prve monumentalne predstavitve pesmi o Nibelungih ( Nibelungenlied). Dejanske zasebne sobe kraljevega para na zadnjem delu Königsbaua niso več ohranjene, saj so bile uničene v drugi svetovni vojni. Leo von Klenze ni bil le odgovoren za arhitekturo, temveč je tudi oblikoval tla, stenske slike in vse pohištvo. V Festsaalbau so bile prostorne dvorane, ki so vsebovale Veliko prestolno sobo v središču, cesarske dvorane, plesno dvorano in dvorano bitk v severovzhodnem paviljonu. Ti objekti so bili namenjeni samo državnim priložnostim in so bili dostopni le preko velikega stopnišča, ki ne obstaja več. Tu so potekale najpomembnejše kraljeve slovesnosti, obdane z dvanajstimi velikanskimi kipi, ki jih je oblikoval Ferdinand von Miller, ki predstavlja glavne bavarske vladarje.
Poleg bogate zbirke pohištva, slik in skulptur danes muzej vsebuje bronasta dela, ure, tapiserije, porcelan in nekaj posebnih zbirk, kot so umetniške mojstrovine, evropske miniature in liturgična oblačila. Zbirka porcelana dinastije Wittelsbach vključuje predmete iz lastne tovarne porcelana iz Nymphenburga, pa tudi od znanih proizvajalcev porcelana, kot so Sèvres v Franciji in Royal Porcelain iz Berlina. Vzhodnoazijska zbirka Wittelsbachov vsebuje več kot 500 kosov porcelana in nekaj slik. V kraljevih srebrnih sobah so shranjeni dragoceni deli. Zbirka relikvij münchenske Residenz izvira iz obdobja protireformacije. V Festsaalbau so predstavljene bronaste skulpture iz poznega 16. in začetka 17. stoletja, ena najbogatejših zbirk evropske bronaste umetnosti iz manierizma in zgodnjih baročnih obdobij.

### Zakladnica
Zaklad, ki ga je ustanovil vojvoda Albert V., skriva dragulje dinastije Wittelsbach. Ta veličasten prikaz v Schatzkammer je v desetih dvoranah vzhodnega krila Königsbaua. Zbirka je ena najpomembnejših na svetu in se razteza 1000 let od zgodnjega srednjega veka do neoklasicizma. Velikodušno so predstavljeni kraljevske insignije, krone, meči, čaše, zlatarska dela, gorski kristali, dela iz slonovine, ikone in številni drugi zakladi, kot so dragocena namizna posoda in toaletne potrebščine.
Med razstavnimi eksponati je molitvena knjiga cesarja Karla Balda iz leta 860, oltar-ciborij cesarja Arnulfa Koroškega iz okoli leta 890, krona cesarice Kunigunde, relikviarij pravega križa, ki je pripadal cesarju Henriku II., križ, ki je pripadal kraljici Giseli, vse od okrog leta 1000, relikviarij krona Henrika II. iz okoli leta 1270, krona angleške kraljice iz okrog leta 1370 (najstarejša ohranjena angleška krona, ki je prišla v palatinatsko hišo Wittelsbachov kot dota Blanche Angleške, hčere kralja Henrika IV.), znamenita statueta sv. Jurija (München, pribl. 1599), insignije in ordeni bavarskih monarhov, vključno s kronami in oznakami cesarja Karla VII. (1742), bavarska krona (1807), obredni meči in rubinast nakit, ki je pripadal kraljici Terezi. Dragocena zbirka ustreznih jedi je služila francoski cesarici Marie Louise med potovanjem. Na ogled so tudi neevropski umetniški in obrtniški predmeti, vključno s kitajskim porcelanom, slonovino iz Cejlona in zajetimi turškimi bodeži.

### Zbirka kovancev
Residenz hrani zbirko bavarskih državnih kovancev, Staatliche Münzsammlung. Našel jo je vojvoda Albert V.. S pristopom palatinskega volilnega kneza Karla Teodorja (1777–1799) sta bili združeni palatinska in bavarska zbirka. V Napoleonovih časih so številne kraljeve zbirke kovancev prišle pod skrb Bavarske države. Prestolonaslednik Ludvik, kasneje kralj Ludvik I., je bil zelo navdušen nad starogrškimi kovanci in porabil veliko časa za pregledovanje zbirke. V prvih treh desetletjih 20. stoletja so zbirko razširili z renesančnimi kovanci, medaljami in oznakami. Leta 1963 so v Münchnu odprli sedanje razstavne prostore. Z več kot 300.000 kovanci, medaljami in bankovci iz antičnega sveta do danes je ena vodilnih svetovnih zbirk.

## Park
Dvorni park (Hofgarten) je na severni strani Residenze nasproti Festsaalbau. urejen je bil pod kraljem Maksimilijanom I.. Na sredi parka v francoskem slogu je krožni tempelj, zgrajen leta 1615, kronan s kipom Bavarie, ki ga je leta 1594 ustvaril Hubert Gerhard. Zahodne arkade Hofgarten z vrati (Hofgartentor) je izdelal Klenze. Severno krilo obsega nekdanjo galerijo, ki jo je leta 1780/81 zgradil dvorni arhitekt Karl Albert von Lespilliez, danes prostor gledališkega muzeja (Deutsches Theatermueum).
Ostanki renesančnih arkad na severovzhodu parka so bili leta 1992 vključeni v Bayerische Staatskanzlei. Münchenčani jo zavračajo kot Straussoleum, imenovan po nekdanjem državnem premieru, ki ga je naročil ali celo Münchenska bela hiša, v zvezi z dolgimi in težkimi boji, ki so državni vladi preprečili, da bi namesto enega postavila tri ogromna krila. Ta krila naj bi uničila celoten vtis dvornih vrtov. Njegov osrednji del z rekonstruirano kupolo so edini ohranjeni deli nekdanjega muzeja bavarske vojske, zgrajenega med letoma 1900 in 1905 in skoraj popolnoma uničeni med bombardiranjem v drugi svetovni vojni. Muzej je zdaj v Neues Schloss (Nova palača) v Ingolstadtu, približno 80 kilometrov severno od Münchna.

## Film
Usodna leta kraljevega gradu; Obnova münchenske rezidence. Filmski dokumentarec Bernharda Grafa, BR 2004.